# Sint-Agneskerk (Wontergem)

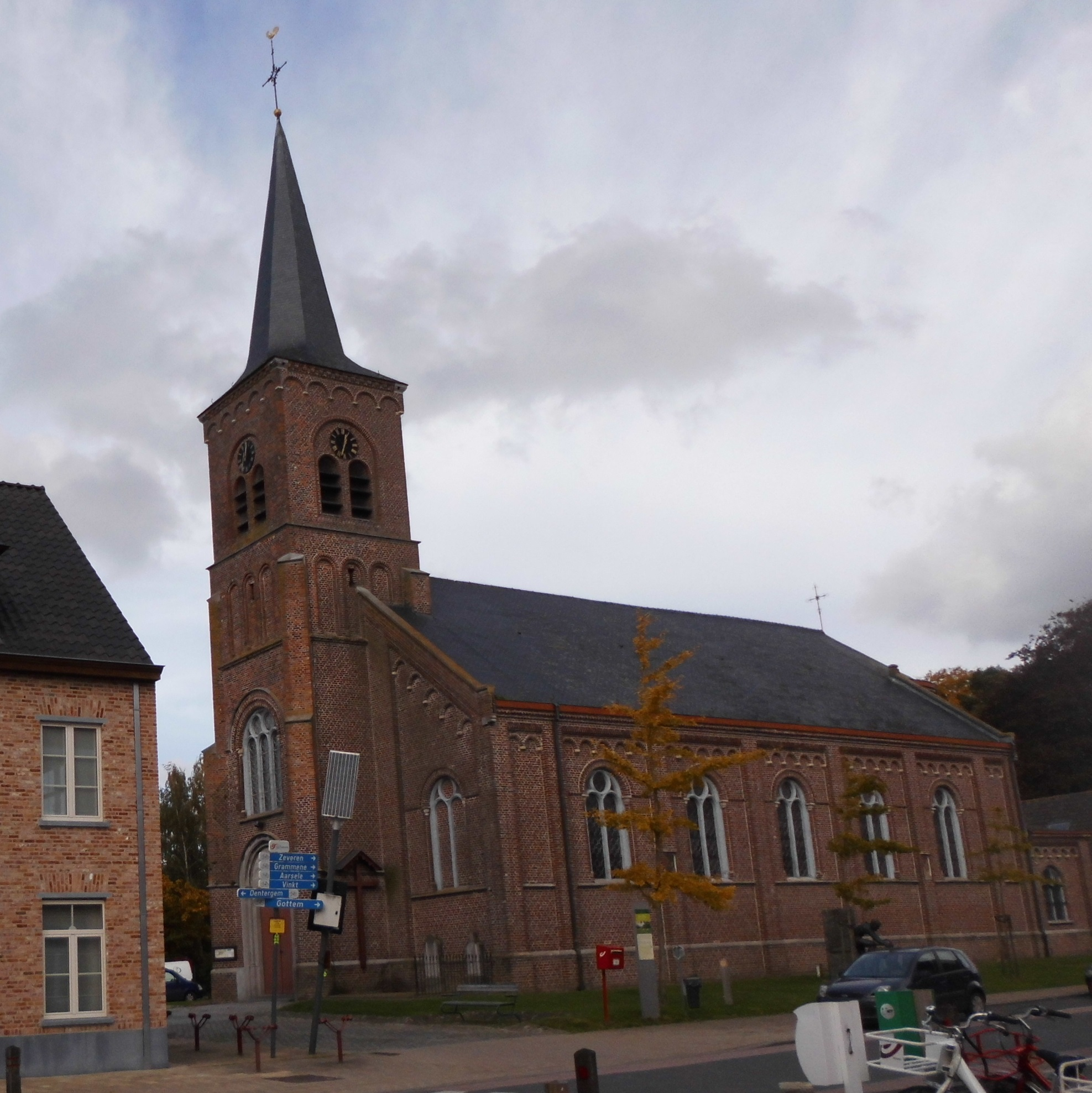
De Sint-Agneskerk in 2013

De Sint-Agneskerk is de parochiekerk van de tot de Oost-Vlaamse gemeente Deinze behorende plaats Wontergem. De kerk is gelegen aan de Dentergemstraat.

## Geschiedenis
In de 10e of 11e eeuw is hier een romaans kerkje gebouwd, dat sindsdien herhaaldelijk gewijzigd werd. Toen dit kerkje bouwvallig was geworden, werd het in 1857 vervangen door een neoromaans kerkgebouw naar een ontwerp van Jan August Clarysse. 
De kerk werd in 1918 beschadigd door oorlogsgeweld, maar daarna gerestaureerd.

## Gebouw
Het is een driebeukig bakstenen kerkgebouw onder zadeldak met half ingebouwde westtoren. Het hoofdkoor heeft een halfronde apsis.

## Interieur
Het kerkmeubilair is voornamelijk van de 2e helft van de 19e eeuw. Uit de 2e helft van de 18e eeuw is het Peteghem-orgel in rococostijl, dat mogelijk afkomstig is uit de kerk van Poeke. Het doopvont is 18e-eeuws.